# اوژن گریزو
اوژن گریزو (انگلیسی: Eugène Grisot; ۱۹ دسامبر ۱۸۶۶ – ۲ مهٔ ۱۹۳۶) کماندار اهل فرانسه بود.